# 青網大使
青網大使，全名青少年打擊網上盜版大使（Youth Ambassador Against Internet Piracy），是香港海關聯同知識產權署及香港版權業界代表在2006年7月（自2月起試用）共同推動的一項反網上侵權計劃。
香港海關招募了本地十一個青少年制服團體，介乎9至25歲的青少年制服團體成員，共同遏止利用BitTorrent（BT）軟件於香港互聯網上分享侵權電影及音樂檔案的活動。
這項計劃三個主要目標包括：
- 推廣知識產權的重要性
- 擴展互聯網監察渠道，減低侵權BT種子的流通。
- 透過讓青少年直接參與打擊網上盜版活動，從而培養尊重別人知識產權的觀念，為香港社會建立保護知識產權的根基。

青網大使稱有能力「刪除網上的BT種子」，但其說法備受質疑。另外，有青網大使被揭發管有盜版歌曲或其他侵權物品。